# مدرن تایمز گروپ
مدرن تایمز گروپ (به سوئدی: Modern Times Group) که با نام ام‌تی‌جی نیز شناخته می‌شود، شرکت رسانه‌های گروهی سوئدی است، که در سال ۱۹۹۷ توسط سهامداران شرکت سرمایه‌گذاری کینه‌ویک تأسیس شد.
از جمله دارایی‌های گروه مدرن تایمز می‌توان به گروه کانال‌های تلویزیونی ویاست، شبکه تی‌وی۳ (اولین کانال تلویزیون تجاری در سوئد)، شبکه زدتی‌وی و کانال تی‌وی۱۰۰۰ اشاره نمود.